# Feliks Dropiński
Feliks Henryk Dropiński (ur. 13 maja 1897 w Poznaniu, zm. 17 lipca 1971 tamże) – polski prawnik, naczelnik poznańskiego magistratu, powstaniec wielkopolski, członek Masovii, prezes Towarzystwa Miłośników Miasta Poznania (1946-1948).

## Życiorys
Urodził się 13 maja 1897 w Poznaniu w rodzinie Symforyna Dropińskiego i Amelii z domu Balczyńskiej.
Był absolwentem Gimnazjum św. Marii Magdaleny, następnie studiował na Uniwersytecie w Berlinie (Wydział Matematyczno-Przyrodniczy). Odbywał służbę wojskową w armii niemieckiej 1917-18.
Studiował prawo i ekonomię na Uniwersytecie Poznańskim. Był członkiem korporacji studentów Masovia.
Uczestniczył w powstaniu wielkopolskim jako porucznik. Następne walczył w 1920 w wojnie polsko-bolszewickiej.
Był naczelnikiem Wydziału Prezydialnego w Zarządzie Miejskim.
Podczas II wojny światowej był dowódcą I Poznańskiego Baonu Obrony Narodowej. Dostał się do niewoli (w oflagach Prenzlau, Arnswalde, Gross Born, Woldenberg).
Po II wojnie światowej był jedną z osób które reaktywowały Towarzystwo Miłośników Miasta Poznania (10.07.1946-24.04.1948 był prezesem). Pracował w administracji miejskiej, był radcą prawnym miasta,
Wymieniony na tablicy pamiątkowej poświęconej powstańcom wielkopolskim jako jedna z 10 postaci powstańców-korporantów charakterystycznych dla powstania.
Pochowany na Cmentarzu Junikowskim w Poznaniu (11-A-11-13).

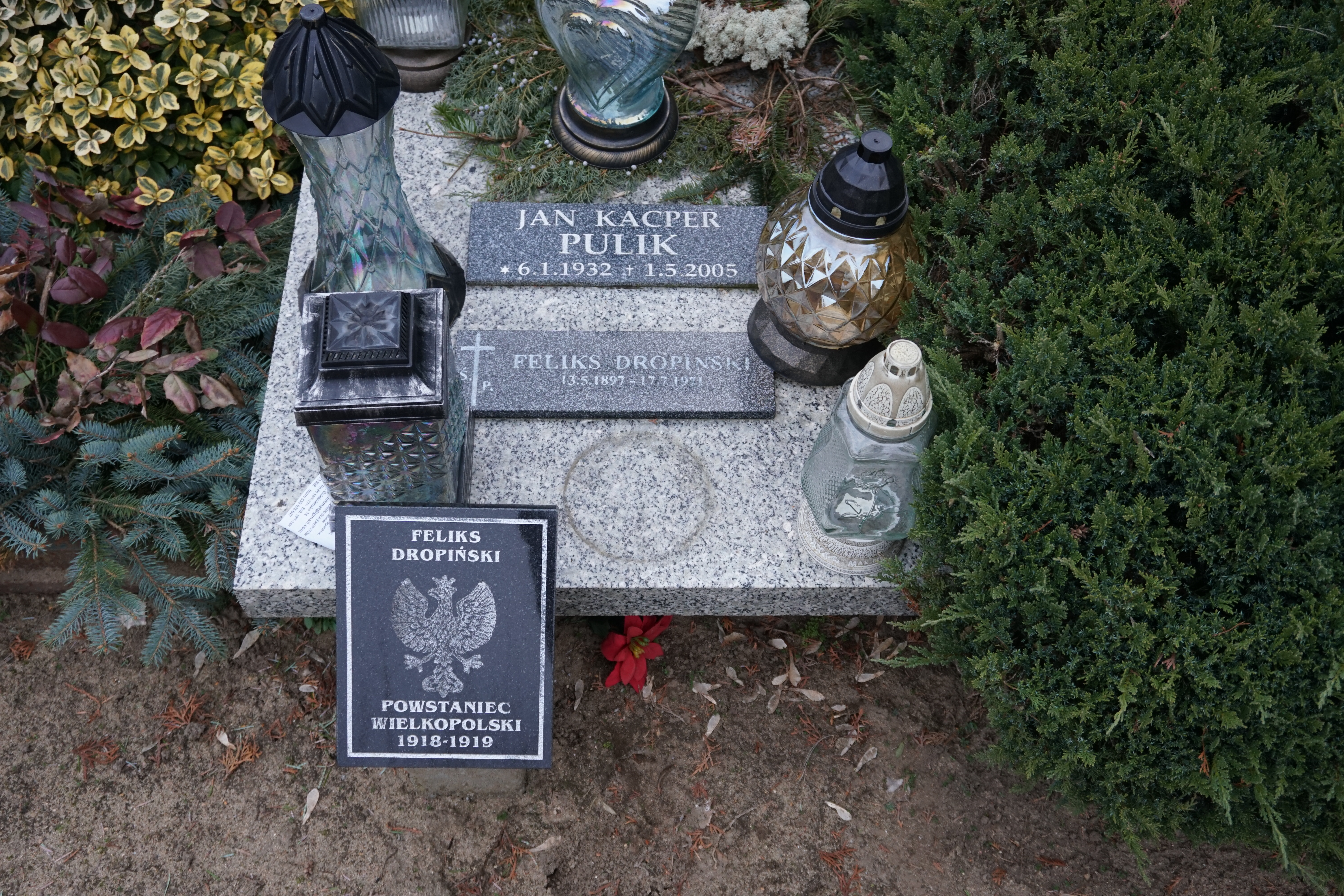
Grób Feliksa Dropińskiego na Cmentarzu Junikowskim